# ガラテイア

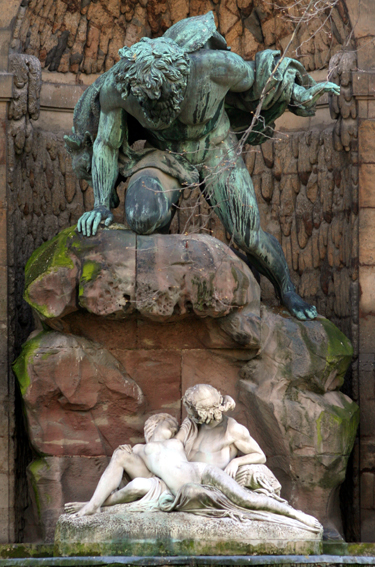
ガラテイアとアーキス、ポリュペーモス（パリ、リュクサンブール公園、メディシスの噴水の彫刻（オーギュスト＝ルイ＝マリー・オッタン作）

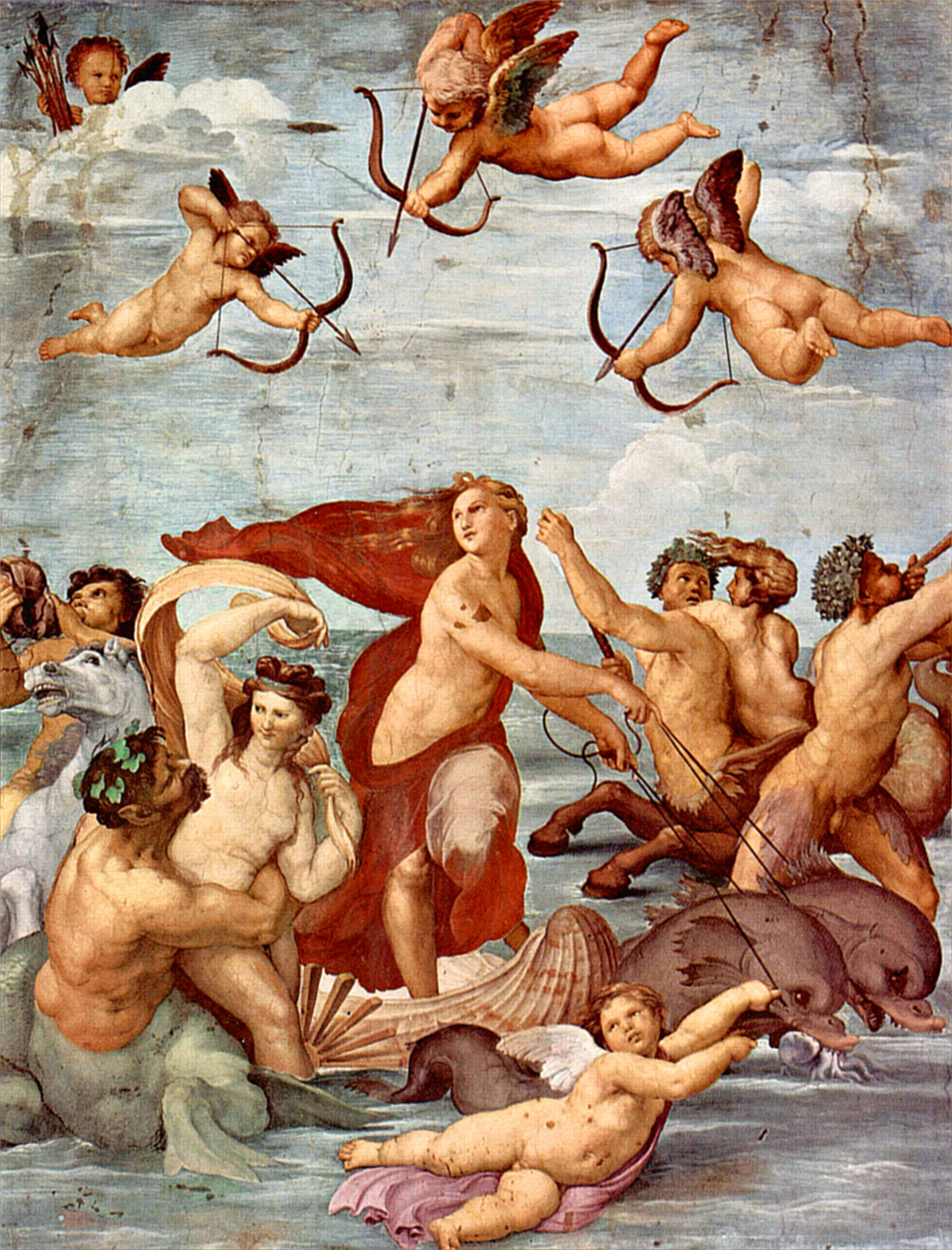
『ガラテイアの勝利』（ラファエロ・サンツィオ）

ガラテイア（古希: Γαλάτεια, Galateia, ラテン語: Galatea）は、ギリシア神話に登場する女性である。その名は「乳白色の肌をもつ者」の意。ラテン語ではガラテア。
以下の者が知られている。
1. 海のニュンペー。
2. ピュグマリオーンの妻。彫像から人間に変身した。
3. エウリュティオスの娘。神の力を借りて娘を男性に性転換させた。

海王星の第6衛星ガラテアや太陽系小惑星帯の第74小惑星ガラテアの由来である。

## 海のニュンペー
海神ネーレウスの娘ネーレーイスの1人。オウィディウスの『変身物語』によれば、ガラテイアはシケリア島で川のニュンペーの息子である青年アーキスと恋に落ちた。しかし、かねてよりガラテイアを恋慕していたキュクロープスのポリュペーモスがこれに嫉妬し、巨石を投げつけられたアーキスは殺される。死んだアーキスの血はエトナ山のそばを流れる川となり、彼は川の神となった。
アッピアノスは『イリュリア戦争』において、ガラテイアはポリュペーモスの子を産み、その息子たちはケルトス、イリュリオス、ガラースと名付けられ、それぞれケルト人、イリュリア人、ガラティア人の祖となったとしている。
ラファエロの作品にファルネジーナ荘のためのフレスコ画『ガラテイアの勝利』（ローマ、1512年）がある。これはアンジェロ・ポリツィアーノの詩『馬上槍試合』に基づいており、ネーレーイデスの姉妹たちやトリートーンらに囲まれながら、自分に対するポリュペーモスの無骨な愛を笑うガラテイアが描かれている。
ガラテイア、アーキス、ポリュペーモスの物語を題材にした音楽作品は数多くある。
- リュリはオペラ『アシスとガラテア（英語版）』（1686年）を作曲している。
- ヘンデルはセレナータ『アーチ、ガラテーアとポリフェーモ』（1708年）および仮面劇『エイシスとガラテア』（1718年頃）を作曲している。
- ピエトロ・メタスタージオ台本、ジョゼッフォ・コミト作曲のセレナータ『ガラテア』（1720年）がある（ドイツ語版）。
- ハイドンはオペラ『アチデとガラテア』（1762年）を作曲している（断片のみ残る）。

## ピュグマリオーンの妻

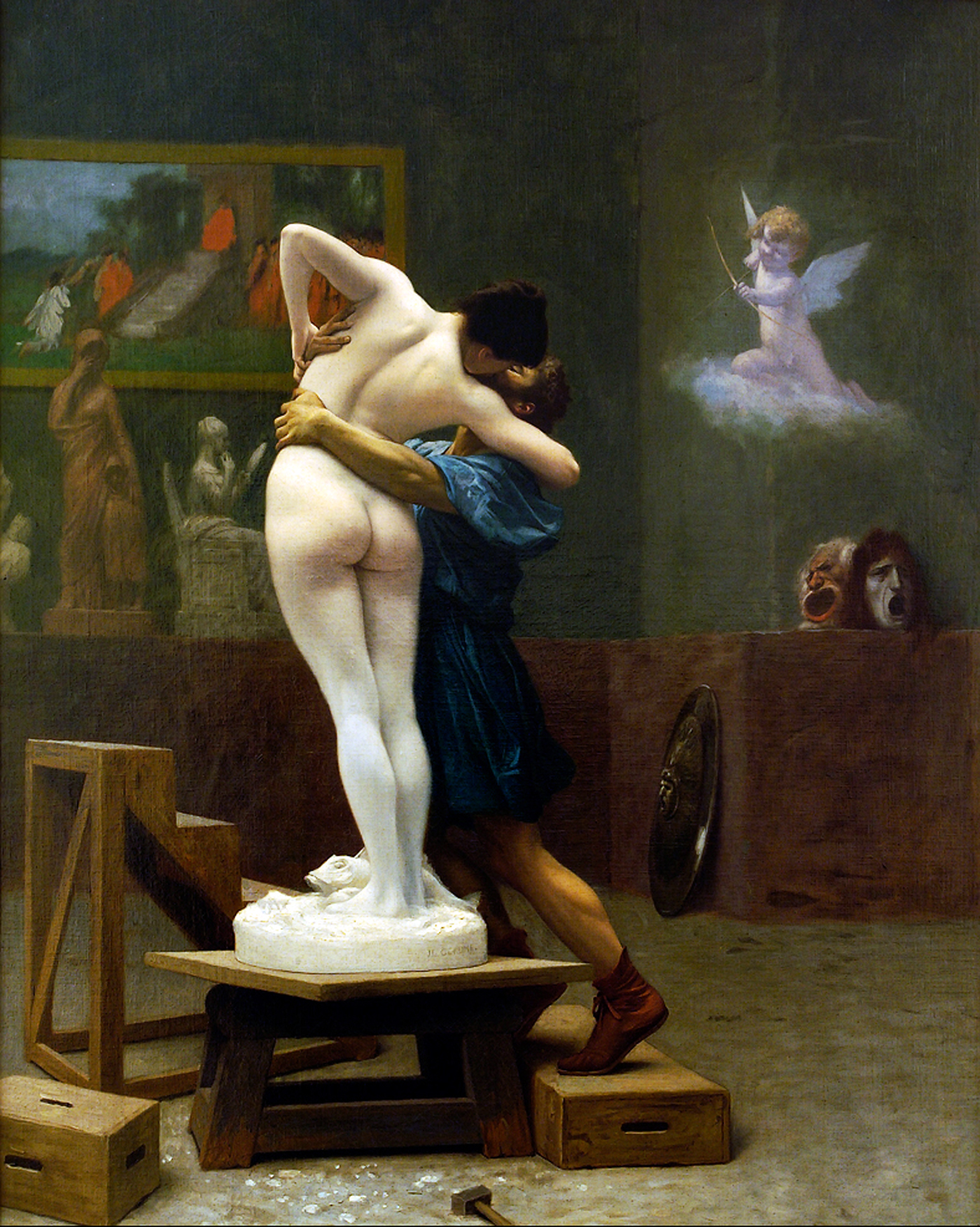
ガラテイアとピュグマリオーン（ジェローム）

元はキュプロス島のピュグマリオーンが女神アプロディーテーの姿に似せて彫刻した象牙の女性像。自らが作った彫像に恋焦がれるピュグマリオーンの祈りを聞き届けたアプロディーテーによって、彫像は人間となりピュグマリオーンと結ばれた。二人の間にはパポスという息子が生まれ、これが現在のキュプロス島の地名パポスの由来とされる。
オウィディウスは『変身物語』の中でこの彫像の名前について言及していない。後世の人々が美貌で知られたニュンペーのガラテイアの名を彫像に与えたものである。キュプロス島におけるアプロディーテー崇拝の一端をうかがわせる神話である。

## エウリュティオスの娘
男児を欲しがる夫ランプロスを欺き、生まれた娘の命を守るために、男装させ息子として育てたクレーテー島のパイストスの女性。アントーニーヌス・リーベラーリスの『変身物語集』に登場する。娘はレウキッポスと名付けられるが、美しく成長し女性であることを隠すのが難しくなる。困ったガラテイアは、レウキッポスの性を変えてくれるよう女神レートーに祈った。レートーはこの願いを聞き入れ、娘は男性になったのだという。
ギリシア神話において超自然的な力によって性別を変えられた人間としては、ガラテイアの娘レウキッポスのほかに、カイネウスやテイレシアースなどがいる。

## 脚註
1. ↑  Ovidius, The Metamorphoses "Acis and Galatea" (Ovid)
2. ↑  Appian, "History of Rome: The Illyrian Wars" (Livius)
3. ↑  Duncan T. Kinkead, "An Iconographic Note on Raphael's Galatea" Journal of the Warburg and Courtauld Institutes, Vol. 33, 1970, pp. 313-315. Angelo Poliziano, "Stanze per la giostra"も参照。
4. ↑  Ovidius, The Metamorphoses "Orpheus sings: Pygmalion and the statue" (Ovid) なお、パポスを娘とする説、ピュグマリオーンとガラテイアの間にはメタルメーという娘がいた、とする説もある。
5. ↑  Francis Celoria (trans.) The Metamorphoses of Antoninus Liberalis: A Translation with Commentary, Routledge, 1992, pp. 71-72.